# Ctenomys minutus
El tucu-tucu mínimo (Ctenomys minutus) es una especie de roedor histricomorfo de la familia Ctenomyidae propia de Sudamérica (Bolivia y Brasil).